# Stawiguda
Stawiguda (deutsch Stabigotten) ist ein Dorf und Sitz der gleichnamigen Landgemeinde im Powiat Olsztyński, Polen.

## Geographische Lage
Das Dorf Stawiguda liegt – nur drei Kilometer nördlich der Waldsiedlung Stawiguda (Osada) (Stabigotten (Forst)) – im Westen der Woiwodschaft Ermland-Masuren, 14 Kilometer südlich der Kreis- und Woiwodschaftshauptstadt Olsztyn (deutsch Allenstein).

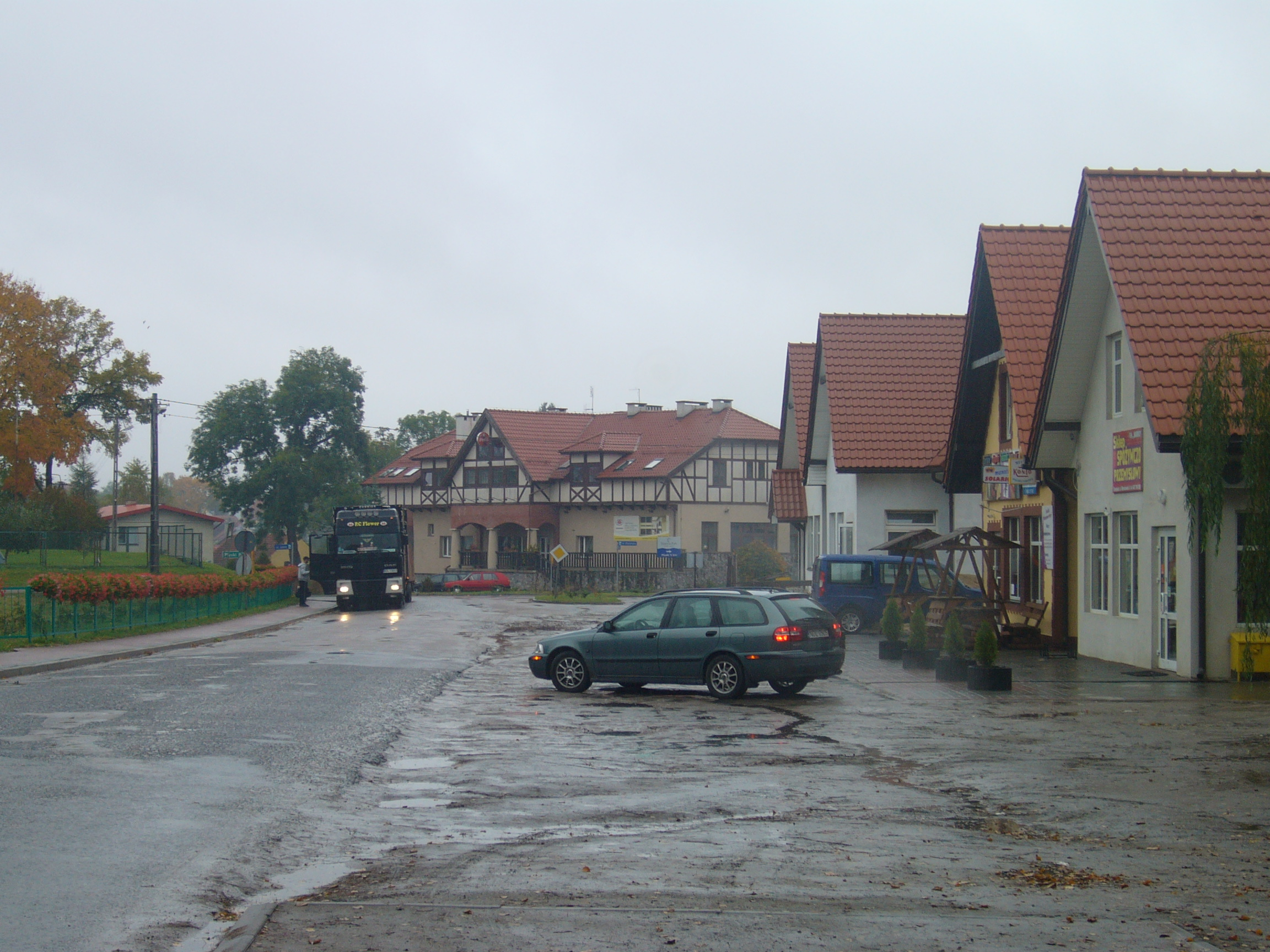
Dorfstraße in Stawiguda

## Geschichte
Das Dorf Stabegoide wurde 1357 gegründet und vor 1785 Stabigoda, nach 1785 Alt Stabigotten, und nach 1871Stabigotten (ohne Zusatz) genannt. Von 1874 bis 1945 war die Landgemeinde Stabigotten in den Amtsbezirk Grieslienen (polnisch Gryźliny) im ostpreußischen Kreis Allenstein eingegliedert. Im Jahre 1910 zählte Stabigotten 767 Einwohner.
Aufgrund der Bestimmungen des Versailler Vertrags stimmte die Bevölkerung im Abstimmungsgebiet Allenstein, zu dem Stabigotten gehörte, am 11. Juli 1920 über die weitere staatliche Zugehörigkeit zu Ostpreußen (und damit zu Deutschland) oder den Anschluss an Polen ab. In Stabigotten stimmten 380 Einwohner für den Verbleib bei Ostpreußen, auf Polen entfielen 100 Stimmen.
1933 waren in der Landgemeinde Stabigotten 888 Einwohner registriert, 1939 belief sich ihre Zahl auf 925.
Als 1945 in Kriegsfolge das gesamte südliche Ostpreußen an Polen fiel, war auch Stabigotten davon betroffen. Das Dorf erhielt die polnische Namensform „Stawiguda“ und ist neben dem abgetrennten Ortsteil Stawiguda (Osada) (Stabigotten (Forst)) eine Ortschaft und Zentrum der Gmina Stawiguda (Landgemeinde Stabigotten) im Powiat Olsztyński (Kreis Allenstein), von 1975 bis 1998 der Woiwodschaft Olsztyn, seither der Woiwodschaft Ermland-Masuren zugehörig. Das Dorf Stawiguda zählte im Jahre 2011 insgesamt 1.639 Einwohner.

## Kirche

### Evangelisch

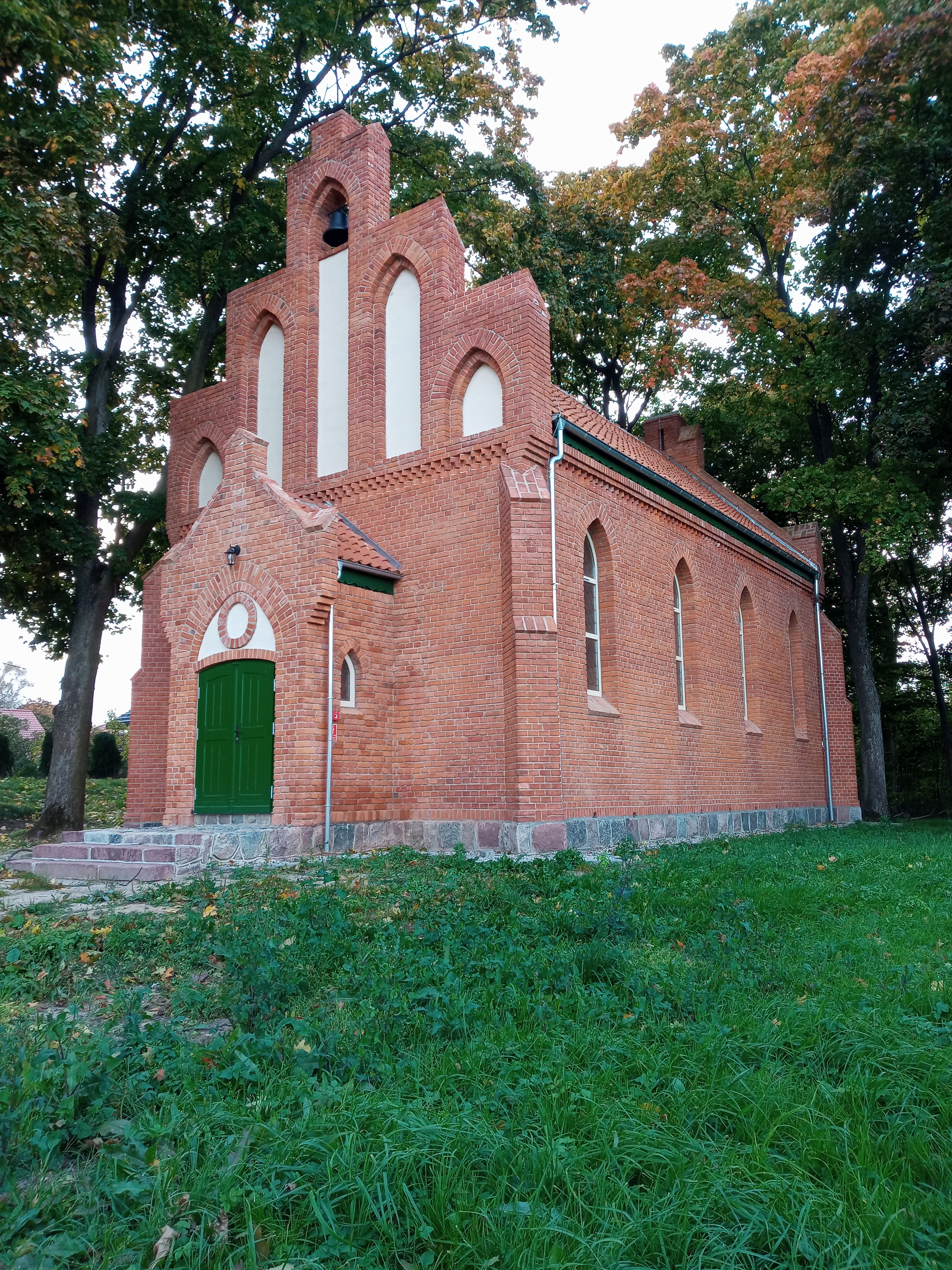
Evangelische Kapelle in Stawiguda

Bis 1945 war Stabigotten in das Kirchspiel der evangelischen Kirche Allenstein in der Kirchenprovinz Ostpreußen der Kirche der Altpreußischen Union eingegliedert. Ende des 19. Jahrhunderts errichtete man in Stabigotten eine Kapelle, die am 23. September 1897 eingeweiht und von den Geistlichen aus Allenstein versorgt dann auch für Trauerfeiern anlässlich von Beerdigungen auf dem angeschlossenen Friedhof in Dienst genommen wurde. Nach dem Krieg blieb sie ungenutzt, diente aber wohl als Feuerwehrhaus.
Das Dorf Stawiguda gehört heute zur Kirchengemeinde der Christus-Erlöser-Kirche Olsztyn mit der Filialgemeinde in Olsztynek (Hohenstein i. Ostpr.) innerhalb der Diözese Masuren der Evangelisch-Augsburgischen Kirche in Polen.

### Römisch-katholisch

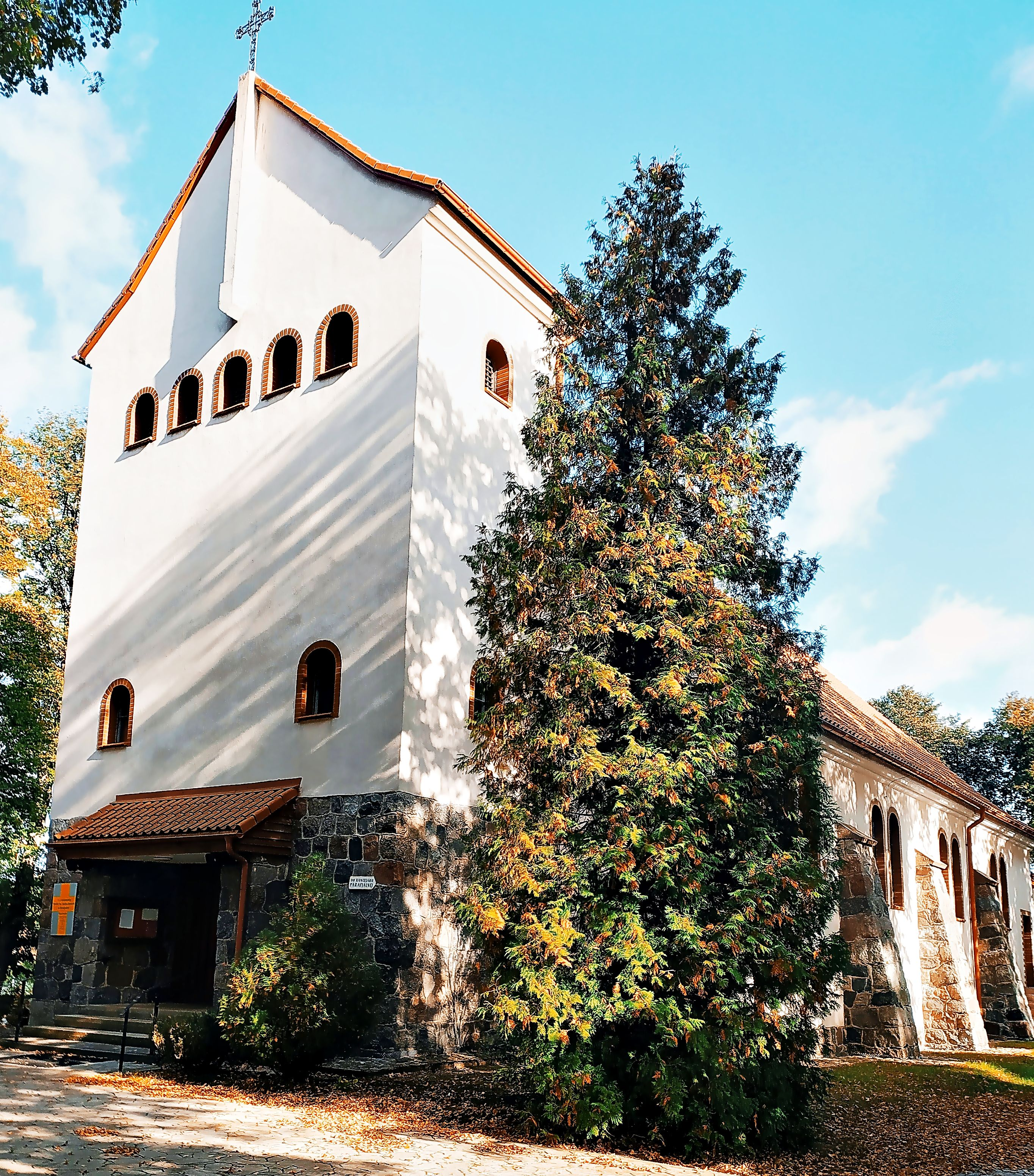
Römisch-katholische St. Jakobi-Kirche in Stawiguda

Bis in das 20. Jahrhundert hinein gehörte Stabigotten zur Pfarrei in Grieslienen im Bistum Ermland, bis in Stawiguda selbst eine Kirche erbaut wurde, die dem Apostel Jakobus dem Älteren gewidmet ist. Heute ist sie Pfarrkirche der Pfarrei Stawiguda im Dekanat Olsztynek im jetzigen Erzbistum Ermland.

## Verkehr

### Straße
Stawiguda liegt an der neu erbauten Schnellstraße 51, die hier die ehemalige Landesstraße 51 (einstige deutsche Reichsstraße 130) ersetzt und dem Dorf eine eigene Anschlussstelle bietet. Nebenstraßen vernetzen außerdem den Ort mit der Nachbarregion.

### Schiene
Seit 1887 ist Stabigotten resp. Stawiguda Bahnstation an der Bahnstrecke Działdowo–Olsztyn (deutsch Soldau–Allenstein), die heute unter der Linien-Nr. 216 von der Polnischen Staatsbahn befahren wird.